# Lista de prefeitos de Indaiatuba
Esta é a lista de prefeitos e vice-prefeitos do município de Indaiatuba, estado brasileiro de São Paulo.
| Nº | Nome                             | Foto                                       | Partido               | Vice-prefeito                    | Início do mandato       | Fim do mandato                                                                      | Observações                                                                                |
| 1  | Major Alfredo de Camargo Fonseca |                                            | PRP                   | —                                | 7 de janeiro de 1905    | 24 de outubro de 1930                                                               | Intendente                                                                                 |
| 2  | Tenente Roldão Carneiro da Silva |                                            | PRP                   | —                                | 25 de outubro de 1930   | 25 de outubro de 1930                                                               | Prefeito interino                                                                          |
| 3  | Major Alfredo de Camargo Fonseca |                                            | PRP                   | —                                | 26 de outubro de 1930   | 19 de dezembro de 1930                                                              | Prefeito nomeado                                                                           |
| 4  | Francisco Xavier da Costa        |                                            | PRP                   | —                                | 20 de dezembro de 1930  | 4 de maio de 1931                                                                   | Prefeito nomeado                                                                           |
| 5  | Major Alfredo de Camargo Fonseca |                                            | PRP                   | —                                | 5 de maio de 1931       | 5 de maio de 1931                                                                   | Prefeito interino                                                                          |
| 6  | Scyllas Leite Sampaio            |                                            | PRP                   | —                                | 5 de setembro de 1934   | 18 de janeiro de 1936                                                               | Prefeito nomeado                                                                           |
| 7  | José Pedro Cardoso da Silva      |                                            | PRP                   | —                                | 19 de janeiro de 1936   | 19 de outubro de 1936                                                               | Prefeito nomeado                                                                           |
| 8  | Scyllas Leite Sampaio            |                                            | PRP                   | —                                | 20 de outubro de 1936   | 22 de setembro de 1937                                                              | Prefeito nomeado                                                                           |
| 9  | José Pedro Cardoso da Silva      |                                            |                       | —                                | 23 de setembro de 1937  | 14 de maio de 1938                                                                  | Prefeito nomeado                                                                           |
| 10 | Major Alfredo de Camargo Fonseca |                                            |                       | —                                | 15 de maio de 1938      | 12 de julho de 1939                                                                 | Prefeito nomeado                                                                           |
| 11 | Sebastião Nicolau                |                                            |                       | —                                | 13 de julho de 1939     | 7 de maio de 1943                                                                   | Prefeito nomeado                                                                           |
| 12 | Jácomo Nazário                   |                                            |                       | —                                | 8 de maio de 1943       | 28 de junho de 1944                                                                 | Prefeito nomeado                                                                           |
| 13 | Sylvio Talli                     |                                            |                       | —                                | 29 de junho de 1944     | 26 de setembro de 1944                                                              | Prefeito interino                                                                          |
| 14 | Jácomo Nazário                   |                                            |                       | —                                | 27 de setembro de 1944  | 23 de novembro de 1944                                                              | Prefeito nomeado                                                                           |
| 15 | Sylvio Talli                     |                                            |                       | —                                | 24 de novembro de 1944  | 18 de janeiro de 1945                                                               | Prefeito interino                                                                          |
| 16 | Jácomo Nazário                   |                                            |                       | —                                | 19 de janeiro de 1945   | 21 de outubro de 1945                                                               | Prefeito nomeado                                                                           |
| 17 | Olavo Lima Guimarães             |                                            |                       | —                                | 22 de outubro de 1945   | 9 de dezembro de 1945                                                               | Prefeito interino                                                                          |
| 18 | Benedito Soares Siqueira         |                                            |                       | —                                | 10 de dezembro de 1945  | 16 de dezembro de 1945                                                              | Prefeito interino                                                                          |
| 19 | Jácomo Nazário                   |                                            |                       | —                                | 17 de dezembro de 1945  | 1º de janeiro de 1946                                                               | Prefeito nomeado                                                                           |
| 20 | João Walsh Costa                 |                                            |                       | —                                | 2 de janeiro de 1946    | 18 de fevereiro de 1946                                                             | Prefeito nomeado                                                                           |
| 21 | Jácomo Nazário                   |                                            |                       | —                                | 19 de fevereiro de 1946 | 24 de março de 1947                                                                 | Prefeito nomeado                                                                           |
| 22 | Helena Tomasi                    |                                            |                       | —                                | 25 de março de 1947     | 9 de junho de 1947                                                                  | Prefeita interina                                                                          |
| 23 | Jacob Lyra                       |                                            |                       | —                                | 10 de junho de 1947     | 31 de dezembro de 1947                                                              | Prefeito nomeado                                                                           |
| 24 | Luiz Teixeira de Camargo Júnior  |                                            |                       | —                                | 1º de janeiro de 1948   | 31 de dezembro de 1950                                                              | Prefeito eleito                                                                            |
| 25 | Lauro Bueno de Camargo           |                                            |                       | —                                | 1º de janeiro de 1951   | 31 de dezembro de 1951                                                              | Presidente da Câmara como Prefeito interino                                                |
| 26 | Jacob Lyra                       |                                            | PRP                   | José Narciso Monteiro Neto       | 1º de janeiro de 1952   | 31 de dezembro de 1955                                                              | Prefeito e vice eleitos em sufrágio universal                                              |
| 27 | Lauro Bueno de Camargo           |                                            | PTN                   | —                                | 1º de janeiro de 1956   | 31 de dezembro de 1959                                                              | Prefeito eleito                                                                            |
| 28 | Alberto Brizolla                 |                                            | PSB                   | Odilon Ferreira                  | 1º de janeiro de 1960   | 10 de abril de 1962                                                                 | Prefeito e vice eleitos em sufrágio universal cujo titular fora cassado pela Câmara        |
| 29 | Odilon Ferreira                  |                                            |                       | —                                | 11 de abril de 1962     | 29 de agosto de 1963                                                                | Vice-prefeito eleito no cargo de Prefeito                                                  |
| 30 | Sinézio Martini                  |                                            | UDN                   | —                                | 30 de agosto de 1963    | 6 de outubro de 1963                                                                | Presidente da Câmara como Prefeito interino                                                |
| 31 | Odilon Ferreira                  |                                            |                       | —                                | 7 de outubro de 1963    | 31 de dezembro de 1963                                                              |                                                                                            |
| 32 | Ivan Corrêa de Toledo            |                                            | PDC                   | Romeu Zerbini                    | 1º de janeiro de 1964   | 12 de junho de 1964                                                                 | Prefeito e vice eleitos em sufrágio universal cujo titular fora cassado pelo golpe militar |
| 33 | Romeu Zerbini                    |                                            | MDB                   | —                                | 13 de junho de 1964     | 31 de janeiro de 1969                                                               | Vice-prefeito eleito no cargo de Prefeito                                                  |
| 34 | Mário Araldo Candello            |                                            | ARENA                 | Joab José Puccinelli             | 1º de fevereiro de 1969 | 31 de janeiro de 1973                                                               | Prefeito eleito                                                                            |
| 35 | Romeu Zerbini                    |                                            | ARENA                 | Kioji Imanishi                   | 1º de fevereiro de 1973 | 31 de janeiro de 1977                                                               | Prefeito eleito                                                                            |
| 36 | Clain Ferrari                    |                                            | MDB                   | Flávio Tonin                     | 1º de fevereiro de 1977 | 31 de janeiro de 1983                                                               | Prefeito e vice eleitos em sufrágio universal                                              |
| 37 | José Carlos Tonin                |                                            | PMDB                  | Roberto Sfeir                    | 1º de fevereiro de 1983 | 31 de dezembro de 1988                                                              | Prefeito e vice eleitos em sufrágio universal                                              |
| 38 | Clain Ferrari                    |                                            | PFL                   | Renato Riggio                    | 1º de janeiro de 1989   | 31 de dezembro de 1992                                                              | Prefeito e vice eleitos em sufrágio universal                                              |
| 39 | Flávio Tonin                     |                                            | PMDB                  | Antônio Geraldo Lorenzetti       | 1º de janeiro de 1993   | 31 de dezembro de 1996                                                              | Prefeito e vice eleitos em sufrágio universal                                              |
| 40 | Reinaldo Nogueira Lopes Cruz     |                                            | PDT                   | Antônio Jorge Trinca (PSDB)      | 1º de janeiro de 1997   | 31 de dezembro de 2000                                                              | Prefeito e vice eleitos em sufrágio universal                                              |
| 40 | Reinaldo Nogueira Lopes Cruz     | 1º de janeiro de 2001                      | PDT                   | Antônio Jorge Trinca (PSDB)      | 31 de dezembro de 2004  | Prefeito e vice reeleitos em sufrágio universal                                     |                                                                                            |
| 41 | José Onério da Silva             |                                            | PDT                   | Ayrton Casarin (PSDB)            | 1º de janeiro de 2005   | 31 de dezembro de 2008                                                              | Prefeito e vice eleitos em sufrágio universal                                              |
| 42 | Reinaldo Nogueira Lopes Cruz     |                                            | PDT                   | Antonio Carlos Pinheiro (PTB)    | 1º de janeiro de 2009   | 31 de dezembro de 2012                                                              | Prefeito e vice eleitos em sufrágio universal                                              |
| 42 | Reinaldo Nogueira Lopes Cruz     | PMDB                                       | 1º de janeiro de 2013 | Antonio Carlos Pinheiro (PTB)    | 16 de maio de 2016      | Prefeito e vice reeleitos em sufrágio universal cujo titular licenciou-se do cargo. |                                                                                            |
| 43 | Antonio Carlos Pinheiro          |                                            | PTB                   | —                                | 18 de maio de 2016      | 31 de dezembro de 2016                                                              | Vice-prefeito eleito no cargo de prefeito                                                  |
| 44 | Nilson Alcides Gaspar            |                                            | MDB                   | Túlio José Tomass do Couto (MDB) | 1º de janeiro de 2017   | 31 de dezembro de 2020                                                              | Prefeito e vice eleitos em sufrágio universal                                              |
| 44 | Nilson Alcides Gaspar            | Túlio José Tomass do Couto (Solidariedade) | MDB                   | 1º de janeiro de 2021            | 31 de dezembro de 2024  | Prefeito e vice reeleitos em sufrágio universal                                     |                                                                                            |
| 45 | Custódio Tavares Dias Neto       |                                            | MDB                   | Luiz Carlos Chiaparine (PL)      | 1º de janeiro de 2025   | atual                                                                               | Prefeito e vice eleitos em sufrágio universal                                              |